# Szitamon
Szitamon vagy Szatamon (z3.t-ỉmn) ókori egyiptomi hercegnő és királyné volt a XVIII. dinasztia idején. Nevének jelentése: Ámon leánya.
A legtöbb bizonyíték arra mutat, III. Amenhotep és Tije elsőszülött lányaként született, és a 30. uralkodási év körül – a fáraó első szed-ünnepe idején vagy annak részeként – feleségül ment apjához. Ő is megkapta a nagy királyi hitves címet, de nem tett szert anyjáéhoz hasonló befolyásra.

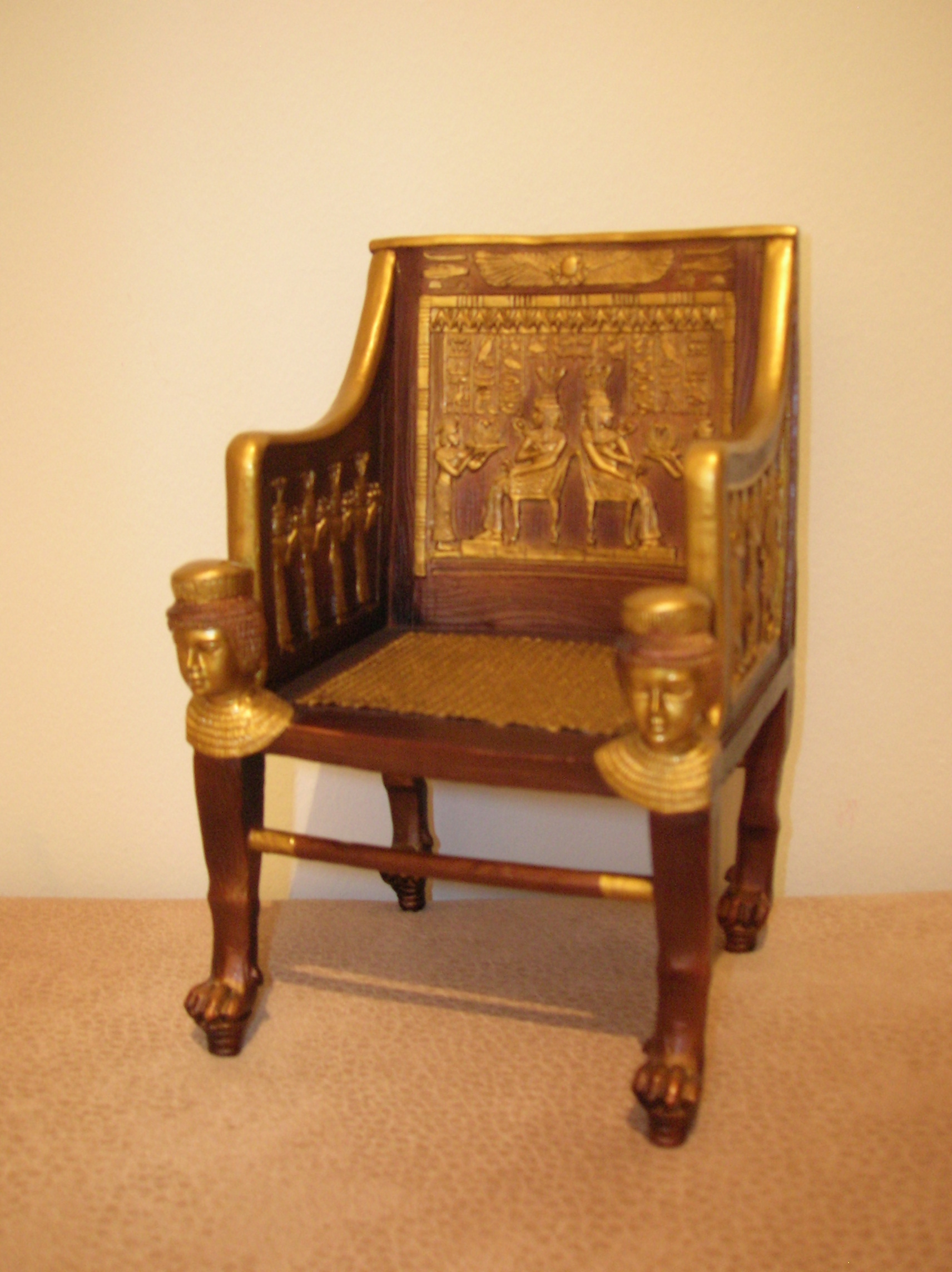
Aranyozott széke

Amenhotep lányai közül Szitamon jelenik meg a legtöbb ábrázoláson, többek közt hercegnőként dajkája, Nebetkabeni abüdoszi sztéléjén és királynéként Amenhotep halotti templomának maradványain láthatjuk. Amenhotep, Hapu fia szobortalapzatán királynéként említik, egy szemfestékes tégelyen pedig Nagy Királyi Hitvesként. Mikor a fáraóval együtt ábrázolják, neve mellett mindig feltűnik a királynéi titulus is, nemcsak a hercegnői, ezek alapján feltételezték, hogy esetleg nem a lánya Amenhotepnek, hanem a húga, az azonban, hogy a nevével ellátott székeket megtalálták Tije szülei, Juja és Tuja sírjában, arra utal, rokoni kapcsolatban állt velük, ami igazolni látszik a feltevést, hogy Amenhotep és Tije voltak a szülei. A három, eltérő magasságú szék az újbirodalmi művészet gyönyörű példái. Mindhárom a használat jeleit mutatja; feltehetően a növekvő Szitamon részére készültek, majd a kinőtt székeket ajándékként nagyszülei sírjába helyezte, követve a hagyományt, hogy olyan tárgyakat tesznek a sírba, ami jelentett valamit az elhunytak számára. (Lásd még: Szitamon trónszéke.)
Szitamon külön palotát kapott a Malkata-palotaegyüttesben, háznagya pedig a kedvelt és befolyásos udvaronc, Amenhotep, Hapu fia lett. III. Amenhotep halála után a hercegnőt nem említik többé. A fáraó sírjában (KV22) külön helyiségek készültek Tije és Szitamon számára, de nincs rá bizonyíték, hogy Szitamont valaha is ide temették volna, és a múmiáját sem találták meg, vagy nem sikerült még azonosítani.
Címei: Nagy királyi hitves (ḥm.t-nỉswt wr.t), A király leánya (z3.t-nỉswt), A király nagy, szeretett leánya (z3.t-nỉswt wr.t mrỉỉ.t=f).

## Szépirodalmi ábrázolása i
- Kodolányi János Az égő csipkebokor című regényében Mózes anyja.
- Pauline Gedge A tizenkettedik átváltozás című regényében is szerepel.

## Külső hivatkozások
- Képek